# Calycularia compacta
Calycularia compacta là một loài rêu trong họ Allisoniaceae. Loài này được Kashyap mô tả khoa học đầu tiên năm 1932.